# جان جاك إتيان لوكاس
جان جاك إتيان لوكاس (بالفرنسية: Jean Jacques Étienne Lucas)‏ هو عسكري فرنسي، ولد في 28 أبريل 1764 في Marennes, Charente-Maritime ‏ في فرنسا، وتوفي في 6 نوفمبر 1819 في بريست في فرنسا.